# 장단경찰서
장단경찰서(長湍警察署, Jangdan Police Station)는 장단군을 관할하던 경찰서이다. 한국 전쟁 발발 당시 소속 경찰관들은 고랑포 전투에 참여해 북한군과 교전을 벌여 과반이 전사하고 나머지는 군부대에 합류했다. 현재 군내면, 진서면, 장단면은 파주경찰서 문산파출소에서, 진동면은 파주경찰서 파평파출소에서, 장남면은 연천경찰서 백학파출소에서 관할한다.
1. ↑  “보관된 사본”. 2019년 12월 13일에 원본 문서에서 보존된 문서. 2018년 12월 7일에 확인함.